# セルゲイ・フィラートフ
セルゲイ・アレクサンドロヴィチ・フィラートフ（フィラトフ、ロシア語: Серге́й Алекса́ндрович Фила́тов, ラテン文字転写: Sergei Aleksandrovich Filatov, 1936年7月10日 - 2023年8月25日）は、ロシアの技術者、研究者、政治家。ロシア最高会議第一副議長を経て、1993年ロシア大統領府長官に就任する。

## 生涯
1936年モスクワに生まれる。父アレクサンドルはソ連作家同盟の会員。高校卒業後、電気技師の助手として「鎌と鎚」Серп и Молот冶金工場に入る。同工場では設計部門勤務のほか、コムソモール書記も務めた。1964年モスクワエネルギー大学を卒業する。1966年から1968年までキューバに技術顧問として派遣される。
1969年帰国し、全連邦調査・開発研究所の冶金工学プロジェクト部門に配属され、以後、電気オートメーション・連続プロセス研究所所長などを歴任し、研究者として活躍する。1984年技術科学博士号を取得する。1987年複合鋳造による圧延鋼鉄製ロッド製造に関する論文でソ連国家賞を受賞した。
研究者として活動していく中で、次第にソ連の国家体制に対する改革の必要性を意識するようになり、改革派の一員として活動するようになる。1990年ソ連共産党を離党し、民主ロシアからロシア人民代議員に立候補し当選する。
1993年から1996年までロシア大統領府長官を務めた。
ガリーナ夫人との間にマリーナとマリアの二女がいる。
2023年8月25日に87歳で死去した。 